# Väsby IK
Väsby IK je profesionální švédský hokejový tým. Byl založen v roce 1956.